# Fái Jakab Béla
Fái Jakab Béla, született Goldberger Jakab (Nagyvárad, 1853. február 8. – Budapest, 1904. december 22.) újságíró, műfordító.

## Élete
Goldberger Albert és Rosenbaum Johanna fiaként zsidó családban. Középiskoláit Nagyváradon végezte. Egyetemi tanulmányainak befejezése után 1873-ban hírlapíró lett. Pályáját az Egyetértésnél kezdte meg, ahol tizenhárom évig dolgozott, később a Hazánknak és a Budapesti Naplónak szerkesztőségi kötelékében működött. 1881 szeptemberében kikeresztelkedett a katolikus vallásra. Részt vett a boszniai okkupációban. Három évig látta el a Magyar Színház titkári teendőit, majd 1899-től 1901-ig a Népszínháznak, 1901-től 1904-ig pedig az Operaháznak volt titkára. A nyugati irodalmakból sok novellát, regényt és színművet fordított magyarra.
A Kerepesi úti temetőben helyezték végső nyugalomra.

## Családja
Felesége Genger Franciska (Fanni) volt, akit 1880-ban vett nőül.
Házasságukból három gyermek született:
- Fái László okleveles mérnök
- Fái Lenke tanítónő
- Fáy György (1887–1959). Felesége arnótfalvi Arnótfalvy Aurélia volt.